# Франческо Криспи
Франческо Криспи (на италиански: Francesco Crispi) е италиански държавник, един от водачите на борбите за обединение на Италия в средата на XIX век, по същото време радетел за републиканско устройство, по-късно (от 1887 до 1891 и повторно от 1893 до 1896 година) министър-председател на страната.

## Биография
Криспи е роден и израства в Сицилия, където учи право. По-късно се премества в Неапол, където се заема с политика и, недоволен от обществено-политическите условия в Кралството на двете Сицилии, става републиканец. Участва във въстанието в Сицилия през 1848 година. След потушаването му през 1849 намира убежище в Пиемонт, но четири години по-късно е принуден да бяга и оттам заради подозрения, че е замесен във вълнения в Милано.
След 1853 година Криспи се установява в Лондон и се свързва с Джузепе Мацини. Подготвя „Похода на хилядата“, в резултат на който през 1860 година Гарибалди завзема Сицилия. Криспи е назначен за министър на вътрешните работи в революционното правителство. Заради конфликт с Кавур, премиера на Пиемонт, подава оставка още през същата година, а Сицилиите са анексирани от Пиемонт.
През 1861 година Криспи е избран за депутат в парламента на обединена Италия. Четири години по-късно скъсва с Мацини и републиканците, подкрепяйки монархията. През 1876 година е председател на камарата. В края на 1879 година е за кратко министър на вътрешните работи.
Идва на власт през август 1887 година, съвместявайки функциите на министър-председател и министър на вътрешните и на външните работи. Провежда либерална реформа, но усилията му да се справи с икономическата криза и бюджетния дефицит са безуспешни. Външната му политика е прогерманска – подновява съюза с Германия и Австро-Унгария, а през 1889 скъсва търговските връзки с Франция. Пада от власт след неуспешен опит за данъчна реформа.
В края на 1893 Криспи отново става премиер. Второто му управление се характеризира с вътрешни репресии и опити за създаване на колониална империя в Африка, които завършват в началото на 1896 с катастрофално поражение в Етиопия.